# Pozziella lueteri
Pozziella lueteri är en svampdjursart som beskrevs av Díaz-Agras 2008. Pozziella lueteri ingår i släktet Pozziella och familjen Hamacanthidae.
Artens utbredningsområde är Galápagosöarna. Inga underarter finns listade i Catalogue of Life.